# 久遠れいら
久遠 れいら（くおん れいら、1999年5月30日 - ）は、日本のAV女優。オールプロ所属

## 略歴
愛知県名古屋市出身。
2018年12月にAVデビュー。
2020年7月、所属事務所をオールプロに移し「久遠 れいら（くおん れいら）」に改名。

## 人物
趣味・特技は美容、AV検索、M男いじめ、排水式ゴックン。
小・中学校の頃のあだ名は「エロ先生」。
中学時代は吹奏楽部（ユーフォニアム）、高校ではバレーボール部（ポジションはリベロ）だった。
初オナニーは小学3年の時で、エロい事という認識なくベッドの角などにこすりつけていた。
初体験の相手は、彼氏ではなく遊び友達だった地元の先輩。
元AV女優の泉麻那の影響で、右側の腰から腿にかけて刺青を入れている。
自ら事務所に応募してAV女優となった。

## 出演作品

### アダルトDVD
- ガチ18歳☆ ヤンキー、デビューで盛大にデレる!（12月29日、ビッグモーカル）

- 全国有数のソープランド街・金●園で1年間予約の取れないと噂のカリスマソープ嬢に会いに岐阜へ撮影!（1月1日、キチックス）※「一条エレナ」名義
- ライダース女子は絶対エロいに違いないっ! 2 男ウケ狙ったりして実はヤレるんじゃないか説 激カワライダースギャルに生中出し（3月22日、宇宙企画）
- ちんシャブ大好き女（4月12日、REAL）
- #円交（5月17日、S級素人）※「麗羅」名義
- 【神パコ動画】 生意気だけどハイパー可愛い白ギャルに媚薬を飲ませたら金玉カラッポになるまでヤラせてくれましたwww（5月19日、チキチキカマー）
- 無料動画サイトで女神と呼ばれた少女 〜乳首責めファンタジスタ〜（6月7日、桃太郎映像出版）
- 喉マ●コ中出し ギャルイラマチオ（6月28日、REAL）
- 今日これから…君の乳首、犯しにイクね♡（6月28日、ドリームチケット）
- チンシャブ感じ顔（7月1日、OFFICE K'S）
- 素人ナンパGET!! No.202 サクラ舞い散る花びら大回転 上京物語編（7月7日、桃太郎映像出版）
- M男イジメの天才 若干19歳にしてマゾ男を喜ばせるありとあらゆる術を身に付けた根っからのドS美少女ギャル降臨!（7月7日、犬）
- 「40歳を過ぎた私の初めての中出し相手は見舞いに来てくれた姪っ子ヤンキーJ○でした」 VOL.1（7月25日、DANDY）
- カメラ目線であなたにオナニーのやり方、指示します。（7月25日、SEX Agent）
- ナチュラルハイ20周年記念作品 痴漢総決起集会2019 夏の陣 撮り下ろし10作品 完全［中出し］スペシャル（8月1日、ナチュラルハイ）
- 本気の顔射（8月2日、ワープエンタテインメント）
- 葉月レイラと七人のM男（8月8日、AKNR）
- タトゥーNGでゎ?（8月13日、バルタン）
- 【バズり希望】 葉月レイラちゃんとキモヤマンバ(身体改造)達の愉快なナマパコ動画（8月19日、チキチキカマー）
- 「ひとつ屋根の下で共同生活を送るひきこもりや不良娘の駆け込み寺を密着取材」TVでは放送できない裏側を大暴露（8月22日、SODクリエイト）
- 一般男女モニタリングAV しごいてしゃぶってヌキまくり!! 渋谷のギャル女子大生が無数に生えた壁ち○ぽの即ヌキに挑戦! フル勃起ち○ぽに囲まれ「ち○ぽの数…やばwww」とはしゃぎながらもオマ○コが濡れてしまったパリピ女子はザーメンまみれでノンストップ射精SEX! 総発（9月7日、ディープス）
- イマドキ☆ぐうかわギャル女子●生 Vol.008（9月13日、BAZOOKA）
- 学校でイチバン可愛かったヤンキー女に告ったらツッパリ風だが意外にもウブな反応「ぎこちなイチャラブ」にもちこんでツンデレ感にたまらず顔射!（9月13日、Z-MEN）※「れーパン」名義
- ゲスの極み映像 ギャル34人目（9月20日、フルセイル）
- マラ喰い変態ヤンキーギャル女子校生 ぶっかけヤリマン倶楽部（9月25日、デジタルアーク）
- 小悪魔挑発ギャル（10月1日、MARRION）※「レイラ」名義
- デカチン上等! 高速ピストン!? はぁ?イクわけねーじゃん! 入れ墨ギャルvs巨根ピストン集団!!（10月3日、MILK）
- ヤンキーギャルなお姉ちゃんメイドのイクイク子作りご奉仕 Vol.001（10月4日、ONEZ）
- 友達のギャル妻がホットパンツ食い込みエロ尻で誘惑してきたので…（10月11日、ゲッツ!!）
- 女子大生限定 飲み会後、部屋にお持ち帰り盗撮 そして黙ってAVへ 【no.31】 年上お姉さん痴女JD編（10月25日、お持ち帰り）※「さつき」名義
- パリピ系ギャルをクラブ付近でナンパした勢いで即フェラ口内発射 美アナル全開 メガチン3Pで汗ダクセックスしまくりました。（10月25日、S級素人）
- 立証!!! AV男優に会ってみたくないかと声をかけてついて来る女子は簡単にヤレる説!!（11月1日、AV）
- 制服待ち合わせデリヘル 素股中にヌルっと挿入そのまま生中出し Vol.006（11月8日、BAZOOKA）
- 素人コスプレイヤーを媚薬バイブでアクメ強姦! 7（12月8日、Z-MEN）
- 女子がみんな即席セクキャバ嬢になる催眠CDをゲッツしたので俺を格下扱いする武闘派ギャルのまんさんに試してみると…（11月8日、ゲッツ!!）
- 居酒屋で働く美脚ギャルバイトを勤務中に黒スト痴漢で何度もイカせてみたところ…（11月15日、ゲッツ!!）
- 新卒社員お貸しします。 VOL.002（11月22日、S級素人）
- ヤンキー彼女がとにかく可愛すぎるお話。（12月6日、ONEZ）
- 女体化TSFワニ痴漢 修学旅行で悪友たちに温泉で強制女体化させられた僕はワニチ◎ポで何度も、雌イキさせられて…（12月13日、ゲッツ!!）※「レイジ」名義
- 母性を無限増幅できる催眠ガラガラをゲッツ! 健康優良不良少女の妹に使ってみたら…（12月13日、ゲッツ!!）
- クソ生意気 下着売り制服娘を監禁生姦キメパコ中出し（12月19日、kira☆kira）※「れーぱん」名義
- SポテンシャルがハンパないBlingBlingの白ギャルれぇらちゃんが変態じじい相手にナマ中ごっくん裏バイト! オス豚じじいを悶絶射精で極楽堕とし!（12月19日、エムズビデオグループ）
- 【ヤリマン殿堂入り】鉄板娘のドスケベハメ撮り動画! VOL.01（12月19日、チキチキカマー）

- ミイラ拘束M男責め（1月1日、OFFICE K'S）
- 小心者の僕が勇気を振り絞って、泥酔痴女に悪戯 睡姦・NTR・近親相姦（1月1日、OFFICE K'S）
- SUPERパックリまんこアップ 4時間SP vol.14（1月1日、サルトル映像出版）
- 一般男女モニタリングAV 1発10万円! 渋谷に連続射精クラブOPEN☆ 街で声をかけたギャル女子大生と応募で集めた童貞おじさんがラブホテルで初対面の即ナマ性交! 性欲を溜め込んだ絶倫中年童貞チ○ポにまたがりデカ尻を激しく揺らす腰振り騎乗位で完全筆おろし! ギャルマ○コへの射精は1発では収まらない! 終わらない連続中出し!! 4組合計14発!（1月7日、ディープス）※「かほ」名義
- 「自分で出した精子なんだから、自分で綺麗にしなさい」 ザーメンキス 完全主観（1月7日、犬）
- SEISHIDO second デパートで働くセクシーな赤い口紅の美容部員の生フェラごっくんサービス（1月9日、SODクリエイト）
- 痴漢対策で海の家の護身術道場に来た水着ギャルはスキだらけでヤリ放題w 稽古中に密着セクハラ仕掛けたら…（1月10日、ゲッツ!!）
- 風俗体験アルバイト 極小ビキニで乳首ビンビン勃起チ○ポに興味津々 ハレンチ水着とローションで素人お姉さん赤面のソープ体験で素股チャレンジ中にアクシデント挿入「ちょっ、入ってるってば〜」なんて無視してノースキン本番SEXで精子注!!（1月17日、S級素人）
- 生ハメ&子宮直撃中出し上等!女子○生が朝まで種搾りしてやんよ!（1月25日、痴女ヘブン）
- 天使J●vsサキュバス●K 学園レズバトル（2月19日、レズれ!）
- 地元のおバカギャルが風俗で働き始めたらしいので全オプションの練習台になってあげたら毎回裏オプ中出ししてくれた（2月25日、本中）
- Wタトゥーギャル「放課後はオメェのチ○ポをシゴいてやるからなっ!!」（3月1日、ワンズファクトリー）
- SEKESUKE 22（3月6日、SUKESUKE）
- 完全プライベート映像 生好き変態小悪魔娘 葉月レイラと初めての二人きりお泊まり（3月7日、パコパコ団とゆかいな仲間たち）
- 突然の豪雨で避難先になった僕の部屋。やることも無く、退屈したタトゥーギャルに何度も痴女られた嵐の日。（3月13日、ムーディーズ）
- 親戚のエロギャル2人が泊まりに来た夜に川の字で挟まれ両隣りから乳首をイジリ痴女られまくった…。（3月19日、kira☆kira）
- “SNS映え”大好き女子大生 個人撮影inマジックミラー号 巨乳肉感JD全員彼氏持ち4名 承認欲求につけ込んでミラー号に連れ込み!そのままハメ撮りAV発売!（4月9日、SODクリエイト）
- 罵倒でオナニーサポート 馬鹿にされるだけでチ○コしごけるなんてどんだけ変態なんだよ!!（4月9日、AKNR）
- タトゥーがバリバリ入ったレズビアン女脱獄犯が逃げた先はこれまたタトゥーバリバリのレズビアンギャルの家だった（5月7日、ビビアン）
- 脚のニオイを嗅がせる女 オイ!こんなに臭いニオイでフル勃起すんのかよ? このド変態野郎!!（5月8日、AKNR）
- 生意気ギャルごっくんオナホ化 喉ボコ悶絶Wイラマチオ（5月13日、ムーディーズ）
- 黒人寝泊りNTR 浮気しないと誓った彼女の緩み始めた膣圧（5月25日、ダスッ!）
- 都内某所にあるヤンキーギャルのみが務めるガールズバーで「従わなかったら、分かってるよね?」と弱みを握った悪徳絶倫店長がヤンキーギャル店員を脅して何発も何発もお仕置きチ●ポピストンでイカセまくって中出しSEX制裁!（6月12日、SCOOP）
- ックスより気持ちいい高○生の初めての口内射精 フェラチオ優等生15人 第2巻（7月7日、桃太郎映像出版）※「れい」名義
- 本物全裸素人 局部パーツ接写 全裸エア体位編（7月10日、S級素人）
- 学校で一番可愛かったヤンキー娘と久々の再会! 童貞をバカにしてきたくせに、1度チ●ポを挿れた瞬間からカラダをビクつかせてイキまくるヤリマンにどっぷり中出し! 4（7月10日、SCOOP）
- 刺青3Pレズビアン 〜三角関係ガールズバー〜（7月13日、セレブの友）
- れーたんの射精管理飼育チャンネル クールで美形な制服美少女チューバーとペットのM男くん（8月7日、犬/妄想族）
- 美人三姉妹の男を狂わせる刺青(イレズミ)SEX（8月13日、セレブの友）
- 素人娘のフェラチオが上手すぎる!! 6（9月1日、OFFICE K'S）

- ぎゃる★ぱら（4月23日、BAZOOKA）
- 超舌レズキス性交 変態ビアン全身ヨダレ漬け 佐伯由美香 久遠れいら（9月28日、レズれ!）
- 本当は責められたい イラマチオ好きの変態タトゥー美女 久遠れいら（11月5日、h.m.p）
- 夫の目の前で犯されて ―再会は破滅の始まり III― 久遠れいら（12月7日、アタッカーズ）

- チクビアン 3  ビンビン乳首こねくりレズ性交（1月25日、レズれ!）
- 同僚の隠れビッチ女子社員は高級痴女M性感で働くアナル責め風俗嬢 久遠れいら（7月26日、MEGAMI）

### VR
2019年
- 接吻しまくり淫口よだれギャル（7月12日、ワープエンタテインメント）
- 純愛語る元ヤンGALを泥酔させて宅飲みナマ姦性交（8月23日、ワープエンタテインメント）
- 「ジロジロ見てんじゃねぇよ」 ヤンキーJ○のガン飛ばし円女交際 レイラちゃん18歳（9月27日、DANDY）
- 暴走ドS18歳ギャルの超男責め　〜脳天直撃ドMエクスタシー〜（10月4日、CASANOVA）
- 喉奥喉射VR（11月21日、KMPVR）
- 脚でイカされるVR（11月21日、KMPVR）
- 彼女のタトゥーギャル妹とずっと布団の中VR 密着スロー粘着されて強制中出し誘惑されまくる!!（12月9日、SODクリエイト）
- ヤリマンギャル即日お持ち帰りでゴチになります。そしてそのまま昼夜、何度も種付け生姦した（12月19日、KMPVR）
- 池袋に実在する人気店No.1箱ヘル嬢が禁断の生ハメ堕ち（12月24日、KMPVR-bibi-）

2020年
- めっちゃギャルが突然僕の自宅に訪問!!（1月21日、KMPVR-bibi-）
- J●若ま●こディルドオナニー（1月26日、KMPVR）
- 最強・極カワ・ギャル女子校生にたっぷり痴女られVR 〜おじさんいっぱい可愛がってあげるから〜（1月29日、KMPVR-彩-）
- タトゥー制服痴女VR 制服ギャル3人組に拉致られ腹パン!顔面とムスコを足蹴にされながら強●オナニー! ディスられ完全に“モノ”扱いされるハーレム逆レ○プ!（2月7日、ワンズファクトリー）
- SCOOP×VR 2周年記念特別企画!! 超リアルVRピンサロ体験HQ特別版!! 都内No.1の最強ピンサロ店に完全潜入! ランキング上位の嬢を独占! 1対1あり、ハーレムコースありの超長尺350分! さらに嬢とのアフターお約束SEX特典付き!（2月25日、SCOOP）
- タトゥースタジオにギャル軍団がやってきた! 金欠でタダ彫りして欲しいらしく…彫り師であるボクのチ●ポをヌキまくり! タトゥー痴女ギャルの逆レ●プハーレムVR（2月27日、kira☆kira）
- オイルローションVR（3月6日、KMPVR）
- アナタは生パコ配信主!! ライブチャットでカノジョとイチャエロSEX配信体験VR!! チャットでエロがエスカレート!素人金髪ギャルとの生SEXを見たがる視聴者から「神」とあがめられながらの全世界公開生配信SEX VR!!（3月13日、変態紳士倶楽部）
- 僕だけが裸、全力で辱められるVR（3月17日、KMPVR）
- 誰もが喘ぎ、羞恥心を大解放! 超高級会員制ハーレムM性感秘密倶楽部（3月19日、kira☆kira）
- ケツマ○コでメスイキ体験!! トリプルアナル責めSPECIAL VR（4月1日、ワンズファクトリー）
- 絶景領域VR（4月4日、KMPVR）
- 「今日も一日おつかれ様でした♥」 いっぱい癒やしてあげるね ただ…美女に「お疲れ様」と言われたい…そんな貴方のための特別な癒やしのVR（5月17日、KMPVR）

### アダルトサイト
「FANZA」
- れーぱん（2018年10月24日、素人ホイホイ）
- れーぱん 2（2018年10月31日、素人ホイホイ）
- はつき（2019年2月9日、ハメ撮り大作戦）
- れーら 2（2019年4月11日、俺の素人）
- M男のフリしたデカチン絶倫男が激ピストン!!何度イっても止まらないガン突きでドMイキする1年間で偏差値を40上げて名門●●大学に現役合格した負けず嫌いのドS現役女子○生 レイラちゃん(1○歳)（2019年5月23日、激レア素人ちゃん）
- れーら（2019年6月19日、シロウト急便）
- Fcup20才ショップ店員☆騎乗位中出しSEX+ぬるぬるオイル顔射SEX→イキまくりベロキス連続昇天SEX2連発!（2019年7月4日、木曜だヨ!全員集合っ!!）
- れーまる（2019年8月16日、れいわしろうと）
- れーぱん 3（2019年9月11日、素人ホイホイsweet!）
- H・Rさん（2019年10月18日、俺の素人）
- れい（2019年10月22日、℃素人）
- こったん（2019年12月29日、シロウトHOUSE）
- レイラ（2020年1月29日、SODナンパ素人）
- エロコス神カワ素人のちゅぱちゅぱ吸い付く乳首舐めと見つめられながらローションぬるぬる手コキ 5名133分（2020年2月20日、木曜だヨ!全員集合っ!!）
- れーぱん 4（2020年5月27日、素人ホイホイsweet!）

「MGS動画」
- マジ軟派、初撮。 1203（2018年11月24日、ナンパTV）
- 都市伝説〝PA売春〟!!!高度経済成長期に発展したと言われている、ハイウェイインターで密かに行われる売春行為。通称〝PA売春〟今でこそ聞かなくなったこの裏風俗は、果たして現在も存在するのか取材を決行。長距離ドライバーなどに話を聞いていくうちに、時代と共に形態を変え全く新しいスタイルで裏売春行為をしている事実が判明し…：夜の巷を徘徊する〝激レア素人〟!! 09（2018年12月6日、プレステージプレミアム）
- 神ギャル(18歳)は超ドスケベ!「今から挿れますッ」ドSな顔で、ご奉仕プレイする超美形ギャルのハメ撮り流出。浮気男にご奉仕プレイするイタズラ好きなギャルが電マで連続イキする浮気SEX：ラブホのレンタルカメラ内蔵/消し忘れたハメ撮り動画 ファイル033（2019年1月18日、プレステージプレミアム）
- 家まで送ってイイですか? case.128 すべての顔が可愛すぎる120点『女王様』君臨!!⇒『SM』の『S』はサービスの『S』男のすべてを知り尽くす手技・足技・口技⇒とにかく骨抜き!ペニバン、騎乗位、アナル舐め⇒とにかくカワイイ!⇒刻まれたタトゥー『ヘビ使い』のような『チ○コ使い』⇒SMの虜になった理由…お金持ちからの転落、家族を襲った大惨事とは（2019年2月15日、ドキュメントTV）※「上条」名義
- マジ軟派、初撮。 1306 「これから仕事なんで」と早々に断られた美女を強引に引き止めった結果なんとSMバーで働く女王様だった♪こんな美女にイジメられたい!願いは叶うのであろうか!!??（2019年4月1日、ナンパTV）※「レイ」名義
- 【最強SSS級ギャル】18歳【フェラチオ達人】れいらちゃん参上!家業の大工を手伝う彼女の応募理由は『私、処女なんです♪』と嘘を付くSEXに興味あり過ぎなエロギャル!とにかく舐め技が半端じゃない!【ディープスロートフェラ】【バキュームフェラ】18歳とは思えないテクの持ち主!舐めて良し!挿れて敏感!若さ溢れるめちゃくちゃ可愛いエロギャルSEX見逃すな!（2019年5月14日、ARA）
- 【裏風俗】全国裏風俗紀行 in 円山町 SSS級美人嬢!綺麗なタトゥー&ミニスカ・童貞を○す系セーター?の色気ムンムン こもろちゃん編（2019年5月26日、黒船）※「こもろ」名義
- ファ●ファ●スプラッシュナンパ! セックス大好きなちょいギャルお姉さんをGET!セフレ立候補からのお試しセックス開始!凄テクフェラで男優にご奉仕→デカチン挿入されて絶叫!素人娘のイキまくりセックスは必見!!（2019年8月15日、ナンパTV）※「レイ」名義
- 20歳!変態!美しすぎる白ギャル拘束SEX!!ガンガン大人のオモチャで攻め立てられてケイレン絶頂は拘束中でもお構いなしでビクビク連続イキ!!セルフイラマでドM性を堂々開花!!「やっぱ生チン挿れて!!」」とバースデー記念大量中出し性交!!/ラブホドキュメンタリー休憩2時間/27（2019年11月5日、プレステージプレミアム）
- 【No.1キャバ嬢アフター個撮 クールな顔して感度抜群なギャルに中出し ゆかちゃん編】（2019年11月10日、黒船）※「ゆか」名義
- インフルエンサー気取りのパパ活ギャルを中〇し成敗☆見た目と裏腹にどMな金髪ギャルのち〇ぽ狂い記録ww（2020年5月27日、黒船）
- 家出した金髪ギャルをナンパで即ハメ!Eカップ敏感おっぱいをビクンビクンと揺らして大量潮吹きスプラッシュ!!宿ナシマ○コにどろっとザーメン大放出☆（2020年6月9日、黒船）※「ララ」名義

デジグラ
- 葉月レイラ

FC2
- 【超美形ギャル(18)】くみ【前編】圧倒的美形!脱がすと驚愕美ボディ出現!電マクンニ責めでイキまくり☆頭振って激フェラ!ハメまくり中出し【ハメ撮り】【おまけ付】【フルHD】（2019年2月21日、錦糸町ハメ撮りサークル）※「くみ」名義
- 【超美形ギャル(18)】くみ【後編】圧倒的美形!脱がすと驚愕美ボディ出現!電マクンニ責めでイキまくり☆頭振って激フェラ!ハメまくり中出し【ハメ撮り】【おまけ付】【フルHD】（2019年2月21日、錦糸町ハメ撮りサークル）※「くみ」名義
- 【超美形ギャル(18)】くみ【激イキ!前編】アイマスクプレイに大興奮の超美形ギャル、電マ責めにイキまくり★頭を振って激フェラ、手首ひねり手コキ、ハメまくり中出し【ハメ撮り】【おまけ付】 【フルHD】（2019年3月20日、錦糸町ハメ撮りサークル）※「くみ」名義
- 【超美形ギャル(18)】くみ【激イキ!後編】アイマスクプレイに大興奮の超美形ギャル、電マ責めにイキまくり★頭を振って激フェラ、手首ひねり手コキ、ハメまくり中出し【ハメ撮り】【おまけ付】 【フルHD】（2019年3月20日、錦糸町ハメ撮りサークル）※「くみ」名義
- 【18才美少女・学生】一生に2度3度あるかないかの奇跡の18才美少女ビッチビチＪ子とラブホでハメ撮りしたんで晒します【18才美少女・学生】（2019年5月20日、令和美少女　ゼロ号機）

## 雑誌
- 週刊実話増刊 週刊実話ザ・ダブー 2019年9月7日号（日本ジャーナル出版） - グラビア「19歳の小悪魔」
- SWAN 2019年12月号（電王堂出版） - グラビア